# Гро, Батист
Батист Гро (фр. Baptiste Gros; род. 17 июля 1990 года, Анси) — французский лыжник, участник Олимпийских игр в Сочи, призёр этапа Кубка мира. Специалист спринтерских гонок.
В Кубке мира Гро дебютировал 4 декабря 2010 года, в январе 2014 года единственный раз попал в тройку лучших на этапе Кубка мира, в спринте. Кроме этог на сегодняшний момент имеет на своём счету 1 попадание в десятку лучших на этапах Кубка мира, в командном спринте. Лучшим достижением Гро в общем итоговом зачёте Кубка мира является 76-е место в сезоне 2013/14.
На Олимпийских играх 2014 года в Сочи занял 40-е место в спринте свободным стилем.
За свою карьеру в чемпионатах мира участия не принимал. На юниорских и молодёжных чемпионатах мира в личных гонках не поднимался выше 7-го места.
Использует лыжи и ботинки производства фирмы Salomon.